# J. Warren Kerrigan

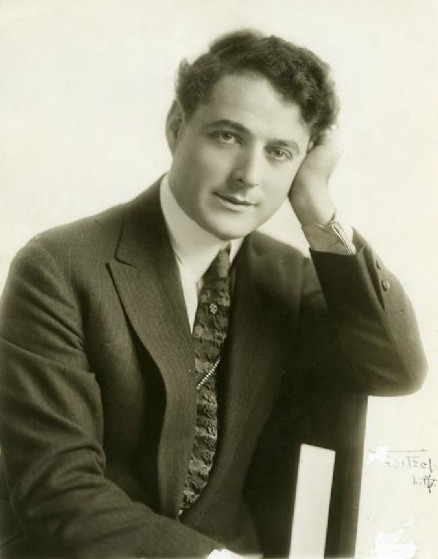
J. Warren Kerrigan (um 1920)

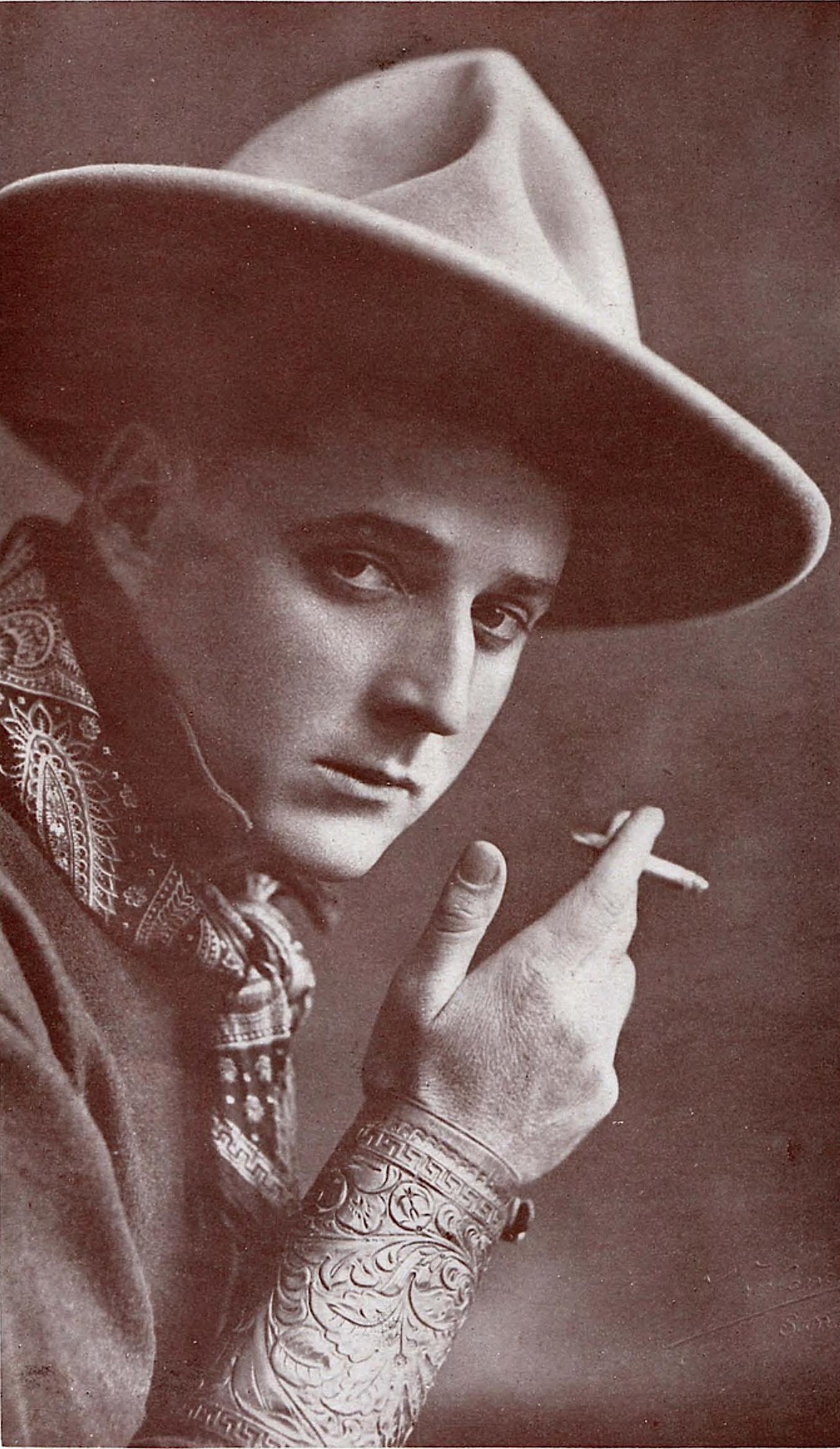
J. Warren Kerrigan im Motion Picture Story Magazine (1912)

J. Warren Kerrigan (* 25. Juli 1879 in Louisville, Kentucky als George Jack Warren Kerrigan; † 9. Juli 1947 in Newport Beach, Kalifornien) war ein US-amerikanischer Stummfilmschauspieler.

## Leben und Wirken
J. Warren Kerrigan, wie er sich nannte, war der Bruder der Schauspielerin Kathleen Kerrigan, die ebenfalls eine Stummfilmschauspielerin war. Als er Kind war, zog die Familie nach New Albany im Bundesstaat Indiana. 
Später ging er zum Vaudeville, von wo er schnell den Anschluss an das Filmgeschäft fand. 1910 gab er sein Filmdebüt und spielte bis zum Ausscheiden aus dem Filmgeschäft in mehr als 380 Stummfilmen mit. 
J. Warren Kerrigan starb am 9. Juli 1947 im Alter von 67 Jahren an den Folgen einer Lungenentzündung.

## Skandale und Karriereende
Zwei Skandale waren es, die seine Filmkarriere beendeten; 1917, noch während des Ersten Weltkrieges, sagte er einem Reporter einer Zeitung aus Denver, dass Künstler grundsätzlich von der Teilnahme am Kriegsgeschehen verschont sein sollten, da sie für die Schönheit in der Welt zuständig seien, während er meinte, Männer aus unteren Schichten könnten dafür eingesetzt werden. Das brachte ihm den Vorwurf der Arroganz ein und seine Karriere bekam erste Risse.
1924 zwangen ihn die Studiobosse, seine Karriere aufgrund seiner Homosexualität aufzugeben. Im selben Jahr drehte er auch seinen letzten Film und wurde auch in späteren Jahrzehnten nicht mehr im Filmgeschäft eingesetzt. 
Seit 1913 lebte er mit seinem Lebenspartner, dem Stummfilmschauspieler James Carroll Vincent (1897–1948), zusammen. Gegenüber anderen wurde Vincent oftmals als Gärtner oder Sekretär von Kerrigan ausgegeben, um die Beziehung zu verschleiern. Außerdem gehörte zu dieser Runde auch noch seine Mutter, die mit im Hause lebte, ebenso wie der Transvestit und Frauendarsteller Mansel Boyle, der von 1936 bis 1938 ebenfalls bei dem Paar und der Mutter wohnte. Nach Kerrigans Tod ging sein Partner eine Scheinehe ein, beging aber 9 Monate später Selbstmord.
Kerrigan war damit einer der ersten Schauspieler der Filmgeschichte, die aufgrund ihrer Homosexualität ihre Karriere beenden mussten.

## Filmographie (Auswahl)
- 1910: A Voice from the Fireplace (Kurzfilm)
- 1910: The Stolen Fortune (Kurzfilm)
- 1910: The hand of uncle Sam (Kurzfilm)
- 1911: The Sheriffs Sister (Kurzfilm)
- 1912: The Law of God (Kurzfilm)
- 1912: The Full Value (Kurzfilm)
- 1912: The Tramp's Gratitude (Kurzfilm)
- 1916: Langdon's Legacy
- 1916: Rehabilitated
- 1916: The Social Buccaneer
- 1918: The Turn of a Card
- 1919: The Drifters
- 1920: The Dream Cheater
- 1920: The Green Flame
- 1923: Die Karawane (The Covered Wagon)
- 1923: The Girl of the Golden West
- 1923: Mary of the Movies
- 1923: Hollywood
- 1924: Captain Blood